# Bataille de La Gleize
La bataille de La Gleize est un des épisodes marquants de la bataille des Ardennes pendant l'hiver 1944-1945, car l'issue des affrontements qui se sont déroulés dans la commune éponyme en Belgique scellent tout simplement l'échec de l'offensive allemande. Mais pour comprendre l'importance de La Gleize, il est nécessaire d'expliquer la situation du conflit à cette époque.

## La stabilisation du front
En trois mois, les forces franco-anglo-américaines ont libéré la France, la Belgique et une partie de la Hollande, pour s'arrêter à la fin de septembre aux portes de l'Allemagne. Plus que la résistance allemande, la cause de cet arrêt est surtout le fait d'un grave problème logistique.

### L'essence: le nerf de la guerre
Une guerre moderne impose des servitudes très importantes en hommes, matériel, nourriture, essence… Or, depuis le débarquement du 6 juin (Jour J, D-Day), les Alliés ne disposent d'aucun port d'importance et proche du front pour réceptionner le ravitaillement en provenance d'Angleterre. En effet, les Allemands, durant leur retraite, ont veillé à rendre inutilisable chaque port de haute mer : soit en détruisant les installations portuaires, soit en y retranchant des unités combattantes, dont certaines tiendront jusqu'à la fin de la guerre. Tout l'approvisionnement est donc débarqué en Normandie (Arromanches, Cherbourg) avant d'être acheminé vers le front par une noria de camions: la Red Ball Express. Fin août, ces camions doivent parcourir près de 500 km pour relier la Normandie au front.
Pour se faire une idée de l'ampleur de la tâche, il suffit de savoir que chaque jour, les armées alliées ont besoin de 3 millions de litres d'essence et que, chaque jour, les camions, pour les transporter, en consomment…1 million!

### L'échec de Montgomery
Cette surconsommation qui dépasse les capacités disponibles oblige les Alliés à redéfinir leur stratégie pour mettre fin au plus vite à la guerre. C'est pourquoi, au début de septembre, Eisenhower stoppe Patton (offensive sud ayant pour but d'envahir l'Allemagne par la Sarre) et ses chars sur la Meuse à l'Ouest de Metz et donne le feu vert à Montgomery pour lancer l'opération Market Garden qui vise à traverser la Hollande et atteindre la Rhur, le centre industriel de l'Allemagne (zéro industrie = zéro matériel militaire = fin de la guerre). Malheureusement, cette offensive est un échec et la 2e armée britannique est stoppée devant Arnhem.

### Les conséquences de la libération d'Anvers
Si le port d'Anvers est libéré le 3 septembre avec ses installations préservées grâce l'action des résistants belges, sa remise en activité nécessite cependant la libération de l'Escaut qui relie Anvers à la mer. Il faut donc attendre la prise de l'île de Walcheren et de la presqu'île de Zuid-Beveland (le 2 novembre), pour que le 28 novembre, le premier convoi maritime entre à Anvers.
Les alliés décident donc de profiter de l'hiver pour reconstituer leurs stocks et effectifs avant de relancer Montgomery par la Hollande et Patton par la Sarre. De même, le massif des Ardennes, considéré comme infranchissable par des troupes motorisées, leur permet d'installer en Belgique des troupes plus faibles ou au repos.

## Le plan allemand

Tel un remake de 1940, l'opération Die Wacht am Rhein (Garde au Rhin) consiste à lancer 3 forces à travers le massif ardennais entre les Fagnes et le Luxembourg, qui, dès qu'elles ont atteint la Meuse, vont obliquer pour s'emparer de Bruxelles et d'Anvers.

### "Nach Anvers"
En ayant pour objectif prioritaire la reprise d'Anvers et de son port, les Allemands ont pour but de:
1. Couper les alliés de leur ravitaillement.
2. Couper les forces anglo-canadiennes situées en Hollande du reste des armées pour les anéantir dans un second temps.
3. Protéger l'intégrité du territoire allemand.

### L'ordre de bataille
1. La 6e armée blindée SS (neuf divisions) sera chargée de l'effort principal[2]. Nouvellement constituée, elle sera mise en place au dernier moment. Elle franchira la Meuse au sud-ouest de Liège, protègera elle-même son flanc nord, coupera les forces alliées du nord de leur ligne de communication et s'emparera d'Anvers.
2. La 5e armée blindée (neuf divisions) franchira la Meuse dans la zone de Namur et avancera jusqu'à Bruxelles pour protéger le flanc sud au-delà de la Meuse.
3. La 7e armée (onze divisions) attaquera pour protéger le flanc sud à la hauteur d'Arlon jusqu'à la Meuse.

Les opérations additionnelles
- Le parachutage de nuit au nord de Malmedy de l'unité du colonel von der Heydte chargée de bloquer les routes venant du nord (opération Stösser).
- L'infiltration en Ardennes de l'unité spéciale du colonel Skorzeny composée de militaires allemands en uniforme américain parlant l'anglais et chargée de créer la confusion dans les lignes américaines (opération Greif).

### Le fer de lance
La 6e armée blindée SS est clairement la clef de voûte de l’offensive. Tout le poids de l’offensive au nord repose d'ailleurs sur un de ses éléments: la 1.SS Panzer-Division Leibstandarte Adolf Hitler emmenée par leur commandant l’Obersturmbannführer (Jochen) Joachim Peiper. Bastogne, considéré comme objectif secondaire, doit être contourné, sans s’attarder. Du reste, les troupes de la 7e armée sont loin d’être solides et bien équipées, leurs éléments hétéroclites doivent seulement contenir la montée des renforts américains venant du sud.

### La Leibstandarte SS Adolf Hitler
Littéralement : "division garde personnelle d’Adolf Hitler", abrégée LSSAH ou encore LAH, c’était une unité d’élite de la Waffen-SS. Elle tint le double rôle d’unité de protection du Führer et de formation de combat. Connue pour s’être illustrée à de nombreuses reprises sur le plan militaire, la division l’est également pour sa brutalité, ses nombreuses exactions et crimes de guerre.

### Le parcours de Peiper
[Quoi ?](Blankenheim, Dalhem, Stadtkyll, Kronenburg, Losheim, Lanzerath, Honsfeld, Bullange, Möderscheid, Schoppen, Ondenval, Thirimont, Baugnez, Ligneuville, Stavelot, Trois-Ponts, La Gleize).
Outre les exactions commises par les SS entre autres à Baugnez-Malmedy, l'expédition va également s'apparenter à une course à l'essence tout autant qu'aux "bons chemins". En effet, la plupart des chemins de l'époque et de cette région à ce moment de l'année, ne conviennent pas au poids des chars allemands qui, de plus, ont une consommation effrayante (1 000 l au 100 km). Les réserves d'essence allemandes étant à ce point insignifiantes, ordre est reçu de se servir sur l'ennemi! Ainsi, le 17 décembre, la colonne Peiper s'empare d'un dépôt américain à Bullange, mais ne peut s'emparer, le 18 d'un dépôt américain incendié en dernière minute par des éléments de l'Armée belge qui en avaient la garde.

## La bataille de La Gleize

### Les forces en présence
Du 18 au 24 décembre 1944, elle oppose la LAH à, tout d’abord, les chars de la 3e division blindée en appui de l’infanterie de la 30e division d’infanterie surnommé "les SS de Roosevelt" par la radio allemande et ensuite aux les parachutistes de la 82e Airborne.

### Les sites de combat
Les combats qui vont en résulter se passent sur plusieurs communes et lieux-dits: Stavelot, Trois Ponts, Cheneux, Pont de Neumoulin, Carrefour de Werbomont, Pont de Neumoulin, Route en direction de Werbomont, Stoumont, Ster, Route de Trois Ponts - Ferme Mignon, Parfondruy, Gare de Stoumont, Petit Coo, Petit Spay, Route Stoumont - La Gleize, Renuarmont, Route de Trois Ponts - Stavelot et La Gleize.

### L'appellationbataille de la Gleize
Si le nom de tous ces combats est regroupé sous le terme de bataille de La Gleize, c'est pour deux raisons :
1. Les combats qui se sont déroulés sur cette commune ont donné, côté allemand, le terme de « Kessel Von La Gleize » (chaudron de La Gleize).
2. C'est en y détruisant ses propres chars le dimanche 24 décembre 1944 pour cause de manque d'essence, que Peiper signifie de manière claire l'échec de son offensive.

### Les faits marquants
1. La destruction par le génie américain des différents ponts capables de supporter le poids des chars lourds allemands, en particulier des Panther et Tigre II qui étaient leurs armements les plus dangereux. Ceci engendre l'impossibilité pour le Kampfgruppe Peiper de sortir de la vallée de l'Amblève.
2. Les nombreux combats au corps à corps, notamment ceux qui dérouleront pour la prise de la résidence Saint-Édouard transformée en "festung" (forteresse) par les Allemands, ou encore, ceux qui se dérouleront à Cheneux, le jeudi 21 décembre, considérés par les parachutistes américains, comme l'un des combats les plus violents jamais engagés par ces troupes d'élite.
3. La destruction préventive des dépôts d'essence alliés, entre autres celui de la Haute Levée par les soldats belges (5e Bataillon de Fusiliers) qui en avaient la garde. Cette tactique de l'essence brûlée empêche les chars allemands de continuer à progresser.
4. La météo qui va influencer le cours des opérations par l'activité de l'US Air Force en cas de beau temps (surtout à partir du 23 décembre).
5. Les exactions allemandes envers la population civile et les prisonniers de guerre américains (massacres de Baugnez, de la Ferme Mignon et de Parfondruy).

## Les conséquences de la bataille de La Gleize
La bataille de La Gleize est considérée aujourd’hui comme la principale cause de la défaite allemande dans la bataille des Ardennes. En effet, l'échec de Peiper ne permet pas aux Allemands de reprendre Anvers, ce qui était l'objectif principal de l'offensive.
On peut dire que si les Américains ont gagné la bataille des Ardennes à Bastogne, les Allemands l’ont perdue à La Gleize.

## December 44 Museum: Un lieu de mémoire
Le Musée December 44  situé à La Gleize retrace sur plus de 1 000 m2 l'histoire de la colonne Peiper et des troupes américaines qui se sont opposées.

## Anecdote
Le film La Bataille des Ardennes (Battle of the Bulge) de Ken Annakin, 1965 (ASIN B0007OQC6A), en se focalisant sur la progression de Hessler, chef d'une colonne de chars lourds, raconte en fait les tribulations de Peiper. C'est donc la bataille de La Gleize dont il est question finalement dans ce film.

## Roman
Brouillard d'automne. Éditions Alire 2013. Lionel Noël : Œuvre de fiction remarquable qui détaille sans concession la dureté des combats dans la région de Stavelot et de La Gleize.